# 衣若芬
衣若芬（I, Lo-fen，1964年10月26日—），學者、作家，出生於臺灣臺北，現定居新加坡。臺灣大學中文系博士，曾任淡江大學、臺灣大學中文系兼任講師，輔仁大學中文系副教授、中央研究院中國文哲研究所副研究員，2006年起任教於新加坡南洋理工大學中文系。新加坡《聯合早報》專欄作家。新加坡註冊社團文圖學會創始人暨現任會長。中國蘇軾學會理事。四川師範大學三蘇文化研究院學術諮詢委員。韓國全球文化內容學會國際理事。出版學術專書13本，主編及合編論著12本，期刊和專書論文超過160篇。小說和散文創作18本。古今中外世界上第一个重走苏东坡之路的女作家。

## 簡介
衣若芬，1964年出生於臺灣臺北，臺灣大學中文系學士、碩士，1995年獲得臺灣大學中文系博士。曾任職臺灣大學、淡江大學兼任講師，輔仁大學中文系副教授，中央研究院中國文哲研究所副研究員。2006年起任教於新加坡南洋理工大學中文系，2014年至2016年擔任南洋理工大學中文系系主任。曾在韓國成均館大學、美國史丹福大學客座教學；南京大學、北京大學、日本奈良女子大學特邀訪問學者、日本京都大學共同研究員。另外，衣若芬為文圖學會（Text and Image Studies Society）發起人兼會長。
衣若芬的研究領域為文圖學、中國文學與圖像藝術、東亞漢文學與文化交流、蘇軾研究等。衣若芬師從曾永義、石守謙，自2007年起為新加坡《联合早报》專欄作家。散文有《感觀東亞》、《北緯一度新加坡》、《陪你去看蘇東坡》等十餘部，另有小說集《踏花歸去》、《衣若芬極短篇》兩部。中央研究院院士曾永義曾評論衣若芬的文學風格看似清淡，但必須一氣通觀全篇，才能領略其主題意趣。

## 學術出版
自著
- 《艺游狮城：翻看新加坡美术手账》（桃園:國立中央大學出版中心;台北：远流出版公司，2024年）(2025年世界書香日獲選新加坡建國六十年代表著作之一)
- 《AIGC文图学：人類3.0時代的生產力》（北京：中國社會科學出版社，2024）
- 《第一次遇見蘇東坡》（上海：上海人民出版社，2024）
- 《星洲创意：文本．传媒．图像新加坡》（新加坡：八方文化創作室，2023）(《聯合早報》2023年10大好書選)
- 《自爱自在：苏东坡的生活哲学》（北京：天地出版，2023）
- 《暢敘幽情：文圖學詩畫四重奏》（杭州：西泠印社，2022）
- 《四方雲集：臺. 港. 中. 新的繪本漫畫文圖學》（桃園:國立中央大學出版中心;台北：远流出版公司，2021年）
- 《倍萬自愛：學著蘇東坡愛自己，享受快意人生》（台北：有鹿出版公司，2021）（《聯合早報》2021年十大好書選）[5]
- 《陪你去看蘇東坡》(臺北：有鹿文化，2020)（北京：商務印書館，2021年，新修訂簡體字版）（《聯合早報》2020年十大好書選）[6]

- 《春光秋波：看見文圖學》（南京：南京大學出版社，2020）
- 《書藝東坡》（上海：上海古籍出版社，2019）（入選2021年中華書局伯鴻書香獎精選50本東坡主題專著之一）[7]
- 《南洋風華：藝文•廣告•跨界新加坡》（新加坡：八方文化創作室，2016）（《聯合早報》2016年好書選）[8]
- 《北緯一度新加坡》（臺北：爾雅出版社，2015）
- 《感觀東亞》（臺北：二魚文化事業有限公司，2014）
- 《Emily的抽屜》（南京：南京大學出版社，2014）
- 《雲影天光：瀟湘山水之畫意與詩情》（臺北：里仁書局，2013）（北京：北京大學出版社，2020年，新修訂簡體字版）
- 《藝林探微：繪畫•古物•文學》（上海：華東師範大學出版社，2012）
- 《遊目騁懷：文學與美術的互文與再生》（臺北：里仁書局，2011）
- 《三絕之美鄭板橋》（台北：花木蘭出版社，2009）
- 《觀看．敘述．審美─唐宋題畫文學論集》（台北：中央研究院中國文哲研究所，2004）
- 《赤壁漫游與西園雅集─蘇軾研究論集》（北京：綫裝書局，2001）
- 《蘇軾題畫文學研究》（台北：文津出版社，1999）
- 《青春祭》（臺北：九歌出版社，1995）
- 《衣若芬極短篇》（臺北：爾雅出版社，1991）
- 《踏花歸去》（臺北：林白出版社，1989）
- 《梵谷》（臺北：藝術圖書公司，1988）

主編
- 《大有万象:文图学古往今来》（新加坡：文图学会，2022）
- 《五聲十色：文圖學視聽進行式》（新加坡：文图学会，2022）
- 《四方雲集 :臺.港.中.新的繪本漫畫文圖學》（桃園：國立中央大學出版中心，2021）
- 《東張西望：文圖學與亞洲視界》（新加坡：八方文化創作室，2019）

- 與崔峰合編：《素音傳音—韓素音百年誕辰紀念文集》（新加坡：八方文化創作室，2017）
- 《台灣文學花園》（新加坡：個人出版，2016）

- 《學術金針度與人》（新加坡：八方文化創作室，2015）

- 與曾棗莊等合著：《蘇軾研究史》（南京：江蘇教育出版社，2001）

- 與劉苑如合編：《世變與創化：漢唐、唐宋轉換期之文藝現象》（台北：中央研究院中國文哲研究所籌備處，2000）

## 獎項
- 2023年 John Cheung Social Media Award. NTU, Singapore[9]
- 2019年 新加坡南洋理工大學 許文輝優秀學術獎（Koh Boon Hwee Scholars Award）[10]
- 2004年 臺灣行政院國科會 吳大猷先生紀念獎
- 2004年 臺灣中央研究院 年輕學者研究著作獎[11]
- 2003年 四川省政府優良學術著作獎（合著《蘇軾研究史》）
- 1998年 臺灣行政院新聞局優良圖書推薦獎（《梵谷噢！梵谷》，與何恭上合編撰）
- 1989、1994年 臺灣大學中文研究所薛明敏先生學術論著獎特優
- 1984年 臺灣大學中文系新詩創作獎（〈華西街之夜〉）

## 外部連結
- 南洋理工大學中文系專任教師介紹：衣若芬 （页面存档备份，存于）
- 衣若芬的學術部落格：華雨思路 （页面存档备份，存于）
- 衣若芬的文學部落格：紅豆書簡 （页面存档备份，存于）
- 衣若芬論著下載 （页面存档备份，存于）